# Leptostylis bacescoi
Leptostylis bacescoi är en kräftdjursart som beskrevs av Daniel Reyss 1972. Leptostylis bacescoi ingår i släktet Leptostylis och familjen Diastylidae. Inga underarter finns listade i Catalogue of Life.